# Showharmonie OBK Rhenen
Showharmonie Oefening Baart Kunst (OBK), opgericht in 1931, is een muziekvereniging gevestigd in de Nederlandse stad Rhenen (provincie Utrecht). De vereniging bestaat uit een muziekopleiding, jeugdorkest, slagwerkgroep en het harmonieorkest.

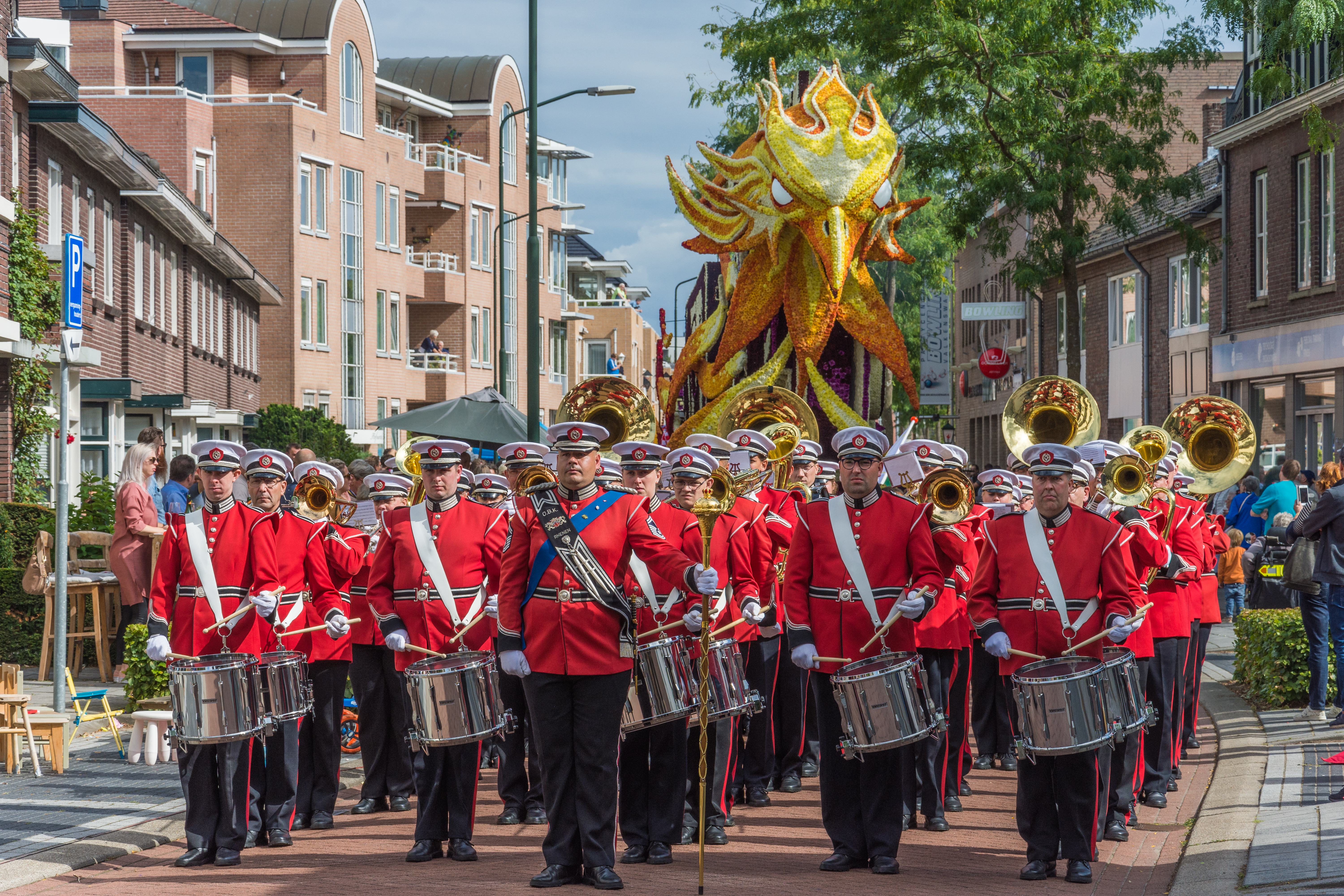

## Het harmonieorkest
Het harmonieorkest bestaat uit zo'n 45 muzikanten met een breed instrumentarium: trombones, trompetten, baritons, klarinetten, saxofoons, dwarsfluiten, hoorns, piccolo's, sousafoons, snares, bekkens en de basedrum. Het korps treedt in haar klassiek rode uniformen op bij taptoes, bloemencorso's, straatparades, wandeltochten, enzovoorts. Het repertoire bestaat uit marsmuziek afkomstig uit onder andere Nederland, Rusland, de Verenigde Staten, Tsjechië en Groot-Brittannië. Naast marsen spelen de muzikanten ook verschillende karakterwerken, uiteenlopend van alledaagse top40 muziek tot popklassiekers. OBK combineert zo straatoptredens met het houtkarakter van een harmonieorkest.

## Highlights
Sinds het oprichtingsjaar in 1931 kende OBK een aantal hoogtepunten. Tijdens de klassieker tussen de voetbalclubs Ajax en Feyenoord in 1975 zorgde het orkest voor de muzikale aanvulling in het Olympisch stadion in Amsterdam. Op het Wereld Muziek Concours in 1978 in Kerkrade behaalde OBK de tweede plaats in de categorie Show. In 1995 won de Rhenense club de kampioensklasse op het onderdeel Show tijdens het topconcours in Barneveld. De voorbije jaren ondersteunt OBK Rhenen het bevrijdingsdefilé in Wageningen op 5 mei en het Corso Valkenswaard.